# Epicypta julieni
Epicypta julieni är en tvåvingeart som beskrevs av Loïc Matile 1979. Epicypta julieni ingår i släktet Epicypta och familjen svampmyggor. Inga underarter finns listade i Catalogue of Life.